# جشنواره فیلم میلان
جشنواره فیلم میلان (انگلیسی: Milan Film Festival) که به عنوان جشنواره فیلم میلانو نیز شناخته می‌شود، یک جشنواره فیلم سالانه است که از سال ۱۹۹۶ در میلان، ایتالیا برگزار می‌شود. این جشنواره در سال ۱۹۹۸ به جشنواره بین‌المللی تبدیل شد و همچنین اهدا جایزه به شرکت کنندگان خود را آغاز کرد. در سال ۱۹۹۹، نمایش فیلم‌های بلند در میلانو آغاز شد و در سال بعد آن‌ها برای کسب جایزه بهترین فیلم رقابت کردند.